# Балдін Денис Сергійович
Балдін Денис Сергійович (4 травня 1980, Дніпро) — засновник і керівник неонового шоу Light Balance, неодноразовий чемпіон світу з кікбоксингу, заслужений майстер спорту України з кікбоксингу, заслужений тренер України з кікбоксингу.

## Біографія
Народився 4 травня 1980 року в Дніпропетровську. В секцію привів батько, Балдін Сергій, коли Денису було 2 року. Батько служив у «Беркуті», займався єдиноборствами. Денис почав з дзюдо, потом перейшов на рукопашний бій. З початку 1990-х років почав перемагати в міських і обласних змаганнях по боротьбі з дзюдо. Є призером Міжнародного турніру по боротьбі з дзюдо на ім'я Прищепи. З 1990 року паралельно з дзюдо почав освоювати рукопашний бій. По рукопашному бою не програв ні єдиного бою. З 1995 року почав освоювати кікбоксинг у всіх розділах (семи-контакт, лайт-контакт, фул-контакт і сольні композиції). Виконав норматив майстра спорту у розділі семі-контакт і повний контакт (зайняв відповідно перше та друге місце на чемпіонаті України). В 1998 році присвоєно звання «майстер спорту України» та «майстер спорту України міжнародного класу» з кікбоксингу. В 2003 присвоєно звання «Заслужений майстер спорту України» з кікбоксингу.
В даний час — 19-разовий чемпіон світу і 9-разовий переможець першості континенту з кікбоксингу. Заслужений тренер України по кікбоксингу. пр. № 932 міністерства молоді та спорту України від 15.04. 2016 г. Керівник всесвітньо відомого неонового шоу «Light balance».
У 2009 став півфіналістом шоу-програми «Україна має талант» (1 сезон). У фінал не потрапив, у зв'язку з падінням на сцену з висоти 16 метрів при виконанні складного трюка.

### Light Balance
У 2013 році Денис Балдін створив і очолив танцювальну групу неонового шоу Light Balance. Технічним директором колективу став програміст і винахідник Микита Сухенко, який створив унікальну комп'ютерну програму.
Цього ж року вдруге взяв участь у шоу «Україна має таланту» (5 сезон) як керівник та учасник колективу Light Ballance з незвичайним світловим номером у темряві. Колектив пройшов у півфінал і в прямому ефірі набирав більшість голосів, що забезпечило йому місце в фіналі сезону. Як відзначають журналісти, за п'ять сезонів шоу такого фантастичного номера не було.
2014 року колектив Light Ballance увійшов до півфіналу телешоу «Britain's Got Talent 2014» та став фіналістом «Das Supertalent 2014 Goldenen Buzzer»
У Світовому рейтингу кращих талантів Світу колектив Light Ballance у 2016 зайняв третє місце.
У 2017 році група брала участь в 12-му сезоні Америка має талант, де отримала золотий зумер від Тайри Бенкс під час прослуховування і вийшла безпосередньо на живі виступи. У чвертьфіналі у колективу виникла технічна проблема з обладнанням, тому журі було змушене оцінювати групу по запису репетиції. Група отримала достатню кількість голосів, щоб вийти до півфіналу, а потім і до фіналу конкурсу. У фіналі трупа виступала з гостем програми Дереком Хафом і зайняла 3-е місце в сезоні, поступившись Дарсі Лінн Фармер і Анжеліці Хейл.
2019 р дитяча група «Light Balance kigs» America's Got Talent, отримала золоту кнопку від Ellie Kemper і вийшла в прямі ефіри AGT. У серпні цього року група вийшла в півфінал і, показавши фантастичне виступ в ліцензійних костюмах кіно героїв кіностудії Marvell, вийшла в фінал, який відбувся 17 вересня в Лос-Анджелесі, США. На гала-концерт була представлена нова композиція Light Balance KIDS & Paula Abdul.

### Спортивні досягнення
• 1995 Першість Європи з кікбоксингу (Польща, WAKO) -1 місце
• 1996 — міжнародний турнір по рукопашному бою -1 місце м. Переяслав -Хмельницький.
• 1996 — Кубок Світу з кікбоксингу (WAKO Угорщина) -2 і 3 місце
• 1996 — бронзовий призер чемпіонату Світу з кікбоксингу (версія WAKO)
• 1997 — Кубок Світу з кікбоксингу (версія WAKO) срібна і бронзова медалі
• 1997 — чемпіонат Світу з кікбоксингу серед молоді (Москва, версія WAKO) -срібна медаль
• 1997 — чемпіонат світу з кікбоксингу (версія WAKO) — бронзова медаль, семи — контакт (норма майстра спорту міжнародного класу)
• 1999 — чемпіонат Європи по рукопашному бою — 1 місце
• 2000 — чемпіонат Світу по карате (Німеччина) — золота медаль
• 2002 — чемпіонат світу з кікбоксингу Версія WPKA -ти золоті медалі
• 2003 — чемпіонат світу з кікбоксингу Версія WPKA -рі золоті медалі
• 2004 — чемпіонат світу з кікбоксингу Версія WPKA -чотири золоті медалі
• 2005 — чемпіонат Європи з кікбоксингу Версія WPKA — дві золоті медалі
• 2005 — чемпіонат Світу з кікбоксингу Версія WPKA -чотири золоті медалі
• 2006 — чемпіонат Європи з кікбоксингу Версія WPKA -дві золоті медалі
• 2006 — чемпіонат світу з кікбоксингу Версія WPKA — чотири срібні та бронзові медалі
• 2007 — Чемпіонат Європи з кікбоксингу Версія WPKA -дві золоті медалі
• 2007 — Чемпіонат Світу з кікбоксингу Версія WPKA -дві золоті медалі
• 2009 — Чемпіонат Світу з кікбоксингу (Іспанія, Мадрид) Версія WPKA -дві золоті і бронзова медалі
• 2011 — Ввійшов в десятку кращих спортсменів Дніпропетровської області за ХХ-річчя незалежності України • Власник срібної та бронзових нагород Чемпіонату світу з бойового різноманіття 2007 року
• 2011 — чемпіонат Світу з кікбоксингу (версія WPKA) — золота медаль
• 2012 — чемпіонат Світу з кікбоксингу (версія WPKA.) -Золота медаль
• 2013 — керівник створеної колекції неонового шоу «Light Balance». Припинення спортивної кар'єри та перехід на тренерську роботу і в шоу-бізнес
• 2016 — присвоєння звання «Заслужений тренер України з кікбоксингу» за підготовку двох чемпіонів Світу з кікбоксингу за версією WTKA.

## Нагороди
За видатні спортивні досягнення нагороджений наступними нагородами[джерело?]:
• орден МВС України «Мужество, честь і закон»
• орден МВС України «Знак пошани»
• знак МВС "За допомогу органам МВС України.

## Цікаві факти
1998 рік. Маючи вагу 57 кілограмів, вирішив вийти на бій проти 100-кілограмових спортсменів на першість України в абсолютній категорії в розділі сім — контакт і виграв цей чемпіонат.